# Marilyna
A Marilyna a sugarasúszójú halak (Actinopterygii) osztályába, ezen belül a gömbhalalakúak (Tetraodontiformes) rendjébe és a gömbhalfélék (Tetraodontidae) családjába tartozó nem.

## Rendszerezés
A nembe az alábbi 3 faj tartozik:
- Marilyna darwinii
- Marilyna meraukensis
- Marilyna pleurosticta